# Dom studencki Kounica
Dom studencki Kounica,także Kaunica, cz. Kounicovy koleje – dom studencki w Žabovřeskach w Brnie. Podczas II wojny światowej więzienie i miejsce egzekucji. Po wojnie więzienie dla Niemców. Obecnie dom studencki Uniwersytetu Weterynarii i Farmacji. Nazwa upamiętnia fundatora Václava Roberta z Kounic.

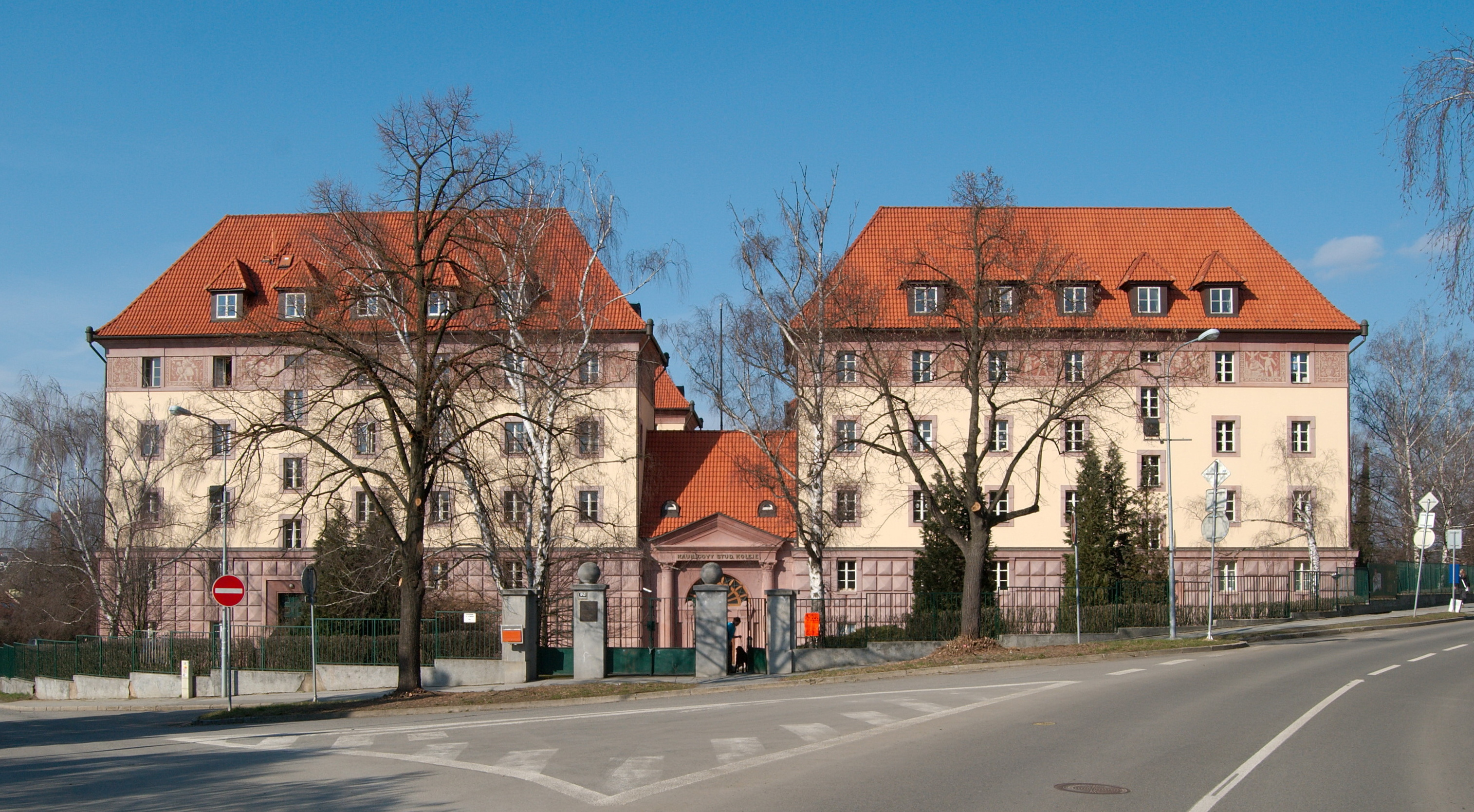
Dom studencki Kounica